# Glacera Silvretta

La glacera Silvretta (en alemany: Silvrettagletscher) és una glacera dels Alps Rètics de 2,5 km de longitud i 1 km d'amplada situada a la part nord-est del cantó dels Grisons, Suïssa, al territori administratiu del municipi de Klosters-Serneus. Amb una superfície d'uns 3 km² és la glacera més important del massís de Silvretta, creixent lleugerament. La glacera es troba al vessant occidental de Silvrettahorn i s'estén cap a l'oest. Limita al nord amb el penya-segat de Gletscherrücken (literalment 
| « | Esquena de la glacera | » |

) Més enllà del qual discorre la frontera entre Àustria i Suïssa. Al sud, està flanquejat per la carena de Chremerchöpfe. Al sud-est, la glacera Silvretta vola sobre el coll de Silvretta (Silvrettapass), a una altitud de 3.033 m,) i al Vadret da Tiatscha (vadret significa "glacera" en romanx). El pas de Silvretta també marca la divisió d'aigües entre la conca del Rin i la conca del Danubi.
El torrent Verstancla (o Verstanclabach) flueix de la glacera i és una de les fonts del Landquart que forma la vall de Prättigau, abans de desembocar al Rin. Des del final de la Petita Edat de Gel, cap al 1860, la glacera ha perdut 1 quilòmetre de longitud. A mesura que es retirava, la glacera formava petits llacs a la morrena inferior.
El refugi Silvretta es troba al fons de la llengua de la glacera a 2.341 m. Està gestionat pel Swiss Alpine Club. El Polytechnikum de Zuric registra dades de les glaceres des del 1956: va recular 328 metres entre 1956 i 2011. La glacera neix a 3.244 m, mentre que el seu front glacial es troba a uns 2.480 m.